# Schwarzenbek
Schwarzenbek är en stad i Kreis Herzogtum Lauenburg i Schleswig-Holstein i Tyskland.